# Georges-Louis Mercier
Georges-Louis Mercier MAfr (* 1. August 1902 in Frankreich; † 27. August 1991) war ein französischer Ordensgeistlicher und römisch-katholischer Bischof von Laghouat.

## Leben
Georges-Louis Mercier empfing am 2. Februar 1928 das Sakrament der Priesterweihe für die Ordensgemeinschaft der Weißen Väter.
Am 13. Juni 1941 wurde er zum Apostolischen Präfekten von Ghardaia nel Sahara ernannt.
Mit der Umwandlung der Apostolischen Präfektur Ghardaia nel Sahara in das Apostolische Vikariat Ghardaia nel Sahara am 21. Juni 1948 wurde Mercier zum Titularbischof von Celerina und zum Apostolischen Vikar von Ghardaia nel Sahara ernannt. Am 8. Dezember desselben Jahres spendete ihm der Erzbischof von Reims, Louis-Augustin Marmottin die Bischofsweihe; Mitkonsekratoren waren der Weihbischof in Karthago, Paul-Marie-Maurice Perrin, und der Weihbischof in Algier, Paul-Pierre-Marie-Joseph Pinier.
Mit der Erhebung des Apostolischen Vikariats Ghardaia nel Sahara zum Bistum Laghouat am 14. September 1955 wurde Mercier zum Bischof von Laghouat ernannt. Er bekleidete das Amt bis zu seiner Emeritierung am 11. Januar 1968. Zwischen 1962 und 1965 nahm Mercier als Konzilsvater an allen vier Sitzungsperioden des Zweiten Vatikanischen Konzils teil. Als emeritierter Bischof war Georges-Louis Mercier zwischen 1968 und 1976 Titularbischof von Furnos Minor.